# Dalmazio
Dalmazio  è un nome proprio di persona italiano maschile.

## Varianti
- Maschili: Dalmazzo[2][4]
- Femminili: Dalmazia[2][4], Dalmazza[4]

### Varianti in altre lingue
- Catalano: Dalmaci[5], Dalmai[5], Dalmau[5]
- Latino: Dalmatius[1][2][5]
- Polacco: Dalmacjusz
- Spagnolo: Dalmacio[5], Dalmao[5]

## Origine e diffusione

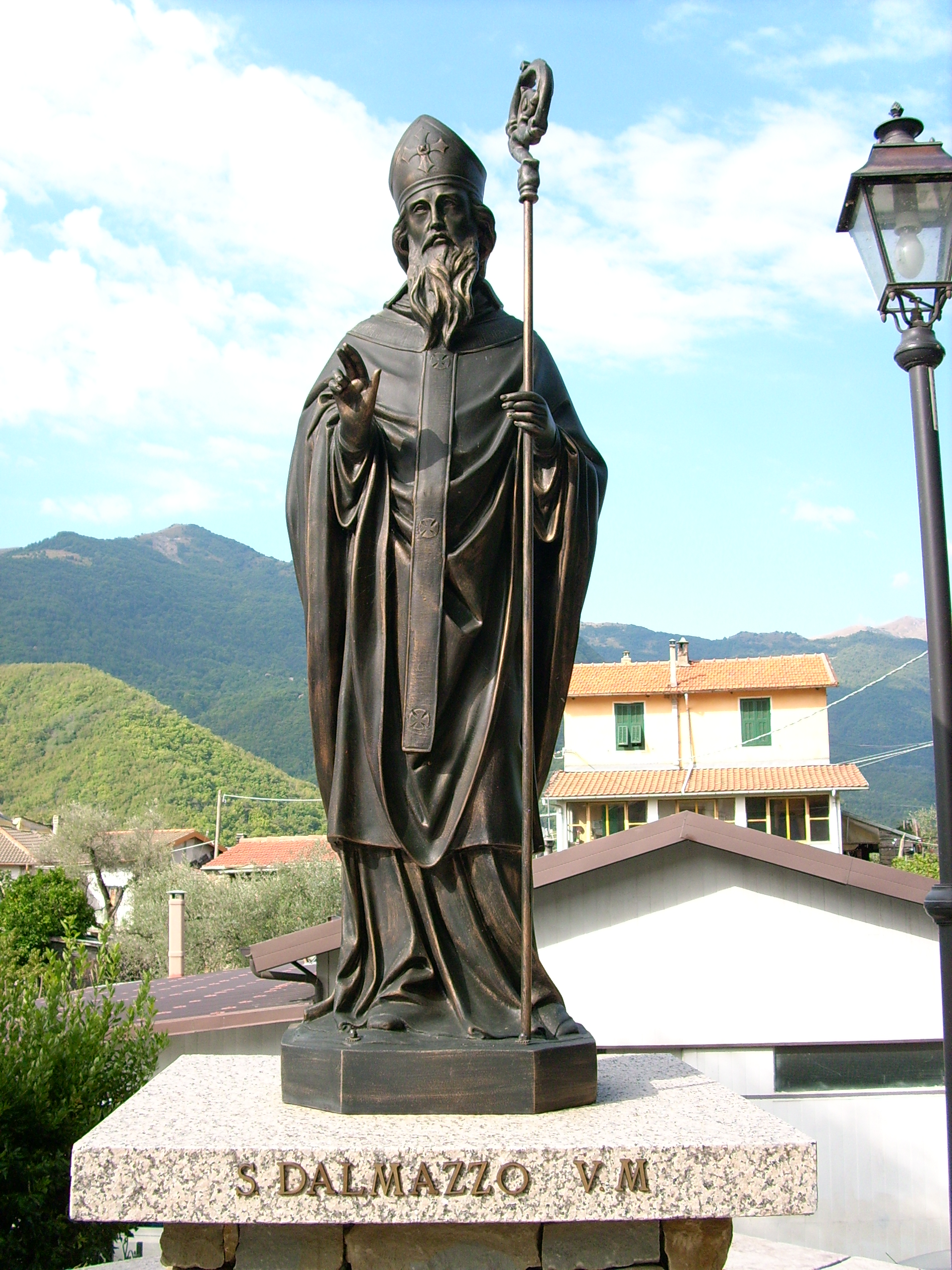
Statua di san Dalmazzo di Pedona a Pornassio (Liguria)

Deriva dal cognomen latino di età imperiale Dalmatius; si tratta chiaramente di un etnico riferito alla regione geografica della Dalmazia, e il significato è quindi "dalmata", "abitante della Dalmazia". Il nome della regione è di origine incerta; alcune interpretazioni, confrontandolo con l'albanese delme ("pecora"), lo interpretano come "paese delle pecore", da una radice protoindoeuropea dhal o dhoil-n ("giovane animale").
L'originale diffusione del nome in Italia, attestata in diverse regioni, è dovuta principalmente al culto di san Dalmazio di Pedona, e a seguito della prima guerra mondiale il nome è stato ripreso dai fautori dell'irredentismo dalmata-italiano. È diffuso principalmente nel Centro-Nord Italia, soprattutto in Lombardia e secondariamente in Toscana e nelle Marche; la forma Dalmazzo è invece tipica del Piemonte, in particolare della provincia di Cuneo.

## Onomastico
L'onomastico si può festeggiare in memoria di più santi, alle date seguenti:
- 3 agosto, san Dalmazio, archimandrita che lottò contro il nestorianesimo, venerato a Costantinopoli[1][8]
- 24 settembre, beato Dalmazio Moner, sacerdote domenicano a Gerona[1][9]
- 13 novembre, san Dalmazio, vescovo di Rodez[1][8][9]
- 5 dicembre, san Dalmazzo di Pedona, martire sotto Massimiano Erculeo[1][3][5][8][9] (indicato da alcune fonti, erroneamente[9], come vescovo di Pavia)

## Persone
- Flavio Dalmazio, console e censore romano
- Flavio Dalmazio, figlio del precedente, cesare romano
- Dalmazio Birago, aviatore italiano
- Dalmazio Cuttica, calciatore italiano
- Dalmazio Masini, paroliere italiano
- Dalmazio Moner, religioso spagnolo
- Dalmazio Peano, presbitero italiano

### Varianti
- Dalmazzo di Pedona, martire romano
- Dalmazzo VII de Roccabertí, nobile e condottiero spagnolo
- Dalmacio Langarica, ciclista su strada e dirigente sportivo spagnolo
- Dalmacio Negro Pavón, docente e politologo spagnolo